# Long Distance Voyager
Long Distance Voyager är ett musikalbum av The Moody Blues, ursprungligen släppt den 15 maj 1981. Singlarna "Gemini Dream", "The Voice" och "Talking Out Of Turn" hade stor framgång och albumet som helhet blev gruppens andra listetta i USA. Förutom singlarna nådde "Meanwhile" och "22.000 Days" plats 11 respektive plats 38 på Billboardlistan. Överlag så är skivan lättlyssnad och stundvis bombastisk.